# Tufanii
Tufanii – wieś w Rumunii, w okręgu Vâlcea, w gminie Nicolae Bălcescu. W 2011 roku liczyła 21 
mieszkańców.